# Elaltitan lilloi
Elaltitan lilloi es la única especie conocida del género extinto Elaltitan  de dinosaurio saurópodo titanosaurio litostrotiano que vivió hace aproximadamente entre 96 a 89 millones de años a fines del período Cretácico durante el Cenomaniense al Turoniense, en que es hoy, Sudamérica.

## Descripción
Se ha estimado el largo del Elaltitan en unos 34 metros con un peso de 65 toneladas. Otras fuentes mas cofiables estimaron su peso se estimó en 42,8 toneladas en 2014 y en 35.4 toneladas en 2018.
El holotipo de Elaltitan fue atribuido en principio a Antarctosaurus sp. por Bonaparte & Gasparini en 1979 y más tarde referido tentativamente a Argyrosaurus por Jaime Powell en 1986 y 2003.> Philip D. Mannion y Alejandro Otero en 2012, quienes nombraron al género, diagnosticaron a Elaltitan por una combinación única de características, así como una autapomorfia. La autapomorfia, que es un rasgo único, es la presencia de un arco neural dorsoventralmente alto restringido a la mitad anterior del centro de la vértebra, excluyendo la cabeza condilar, en las vértebras caudales anteriores. Otros rasgos inusuales incluyen unas láminas espinopostzigapofiseales en las vértebras dorsales medio-posteriores que se bifurcan en ramas medias y laterales, un proceso ascendente astragalar que no se extiende al margen posterior del astrálago y la presencia de un calcáneo. Otros rasgos potencialmente inusuales fueron también anotados. Estos rasgos distinguen a Elaltitan de todos los demás titanosauriformes, incluyendo a Antarctosaurus y Argyrosaurus, así como de otros saurópodos del miembro inferior de la formación Bajo Barreal, como Drusilasaura y Epachthosaurus. Basándose en comparaciones con el fémur morfológicamente similar de "Antarctosaurus giganteus", el cual mide 231 cm de largo, el fémur completo de Elaltitan podría haber sido aproximadamente del mismo tamaño. Esto lo convierte en uno de los mayores saurópodos conocidos que haya existido. Mannion & Otero en 2012 también señalaron que se consideran como válidos actualmente a 39 géneros de titanosauriformes suramericanos del Cretácico, la mayoría de los cuales 31 proceden de Argentina.

## Descubrimiento e investigación
En 1979, José Bonaparte describió un esqueleto parcial de un joven saurópodo, encontrado entre un recodo del Senguerr y la Pampa de María Santísima en la provincia de Chubut, en la Patagonia, y lo asignó a Antarctosaurus. En 1986 Jaime Powell asignó la copia al Argyrosaurus superbus. También hubo grandes dudas sobre la última asignación;, Argyrosaurus funcionó en ese momento como un nombre colectivo para todos los hallazgos de saurópodos del área. En parte, esta duda fue expresada en publicaciones posteriores al llamarlo Argyrosaurus. sp.. Sus restos fueron encontrados en la provincia de Chubut, al sur de Argentina. Este género incluye a una sola especie, Elaltitan lilloi. Elaltitan es conocido a partir de un único individuo representado por un esqueleto postcraneal parcial asociado. El holotipo incluye tanto a PVL 4628 como a MACN-CH 217 y comprende tres vértebras dorsales, dos vértebras caudales, la escápula izquierda, el húmero izquierdo, el radio izquierdo, ambas ulnas, el pubis derecho, la mitad proximal del fémur derecho, la parte distal de la tibia izquierda, los dos tercios distales de la fíbula izquierda, el astrágalo y el calcáneo derechos. Elaltitan es el primer esqueleto de titanosaurio que preserva un calcáneo asociado. Aunque todo el material fue alojado originalmente en la Colección de Paleontología de Vertebrados de la Fundación Instituto Miguel Lillo en Tucumán, Argentina y catalogado como PVL 4628, las vértebras dorsales y las vértebras caudales completas fueron más tarde movidas al Museo Argentino de Ciencias Naturales “Bernardino Rivadavia” en Buenos Aires, donde fueron catalogados como MACN-CH 217. El espécimen holotipo fue recolectado por una expedición de la Fundación Miguel Lillo y la Universidad Nacional de Tucumán, liderada por José Fernando Bonaparte, desde el banco derecho, al sur, del río Senguerr, en el área entre el meandro de este río y la Pampa de María Santísima, al sureste de la parte más al sur de la Sierra de San Bernardo, en la provincia de Chubut. Proviene del miembro inferior de la Formación Bajo Barreal, que data de mediados del Cenomaniano hasta el Turoniano del período Cretácico, hace entre 96,5 a 89,3 millones de años.

### Etimología
Elaltitan fue descrito y nombrado por Philip D. Mannion y Alejandro Otero en 2012 y la especie tipo es Elaltitan lilloi. El nombre del género se deriva de Elal - el dios del pueblo tehuelche de la provincia de Chubut y titán, por los gigantes de la mitología griega. El nombre de la especie, lilloi, es en honor de Miguel Lillo, por su contribución y legado a las ciencias naturales en Tucumán.

## Clasificación
Elaltitan ha sido colocado dentro de Lithostrotia por los descriptores. La especie comparte características con otros titanosáuridos derivados como Neuquensaurus, Opisthocoelicaudia , Rapetosaurus , Saltasaurus y Trigonosaurus.